# Héros fragile
Production
Diffusion
Héros fragile ou, plus connu, Weak Hero Class 1 (hangeul : 약한영웅 Class 1 ; RR : Yakanyeong-ung Class 1 ; MR : Yak'anyŏngung Class 1 ; litt. « Héros faible classe 1 ») est une série télévisée sud-coréenne, créée par Han Jun-hee et diffusée, pour la première saison, le 18 novembre 2022 sur la plate-forme Wavve,, puis, pour la seconde saison qui sera diffusée sur la plate-forme Netflix.
Il s'agit de l'adaptation du webtoon Weak Hero (약한영웅, 2018), créé par le scénariste, Seopass, et l'illustrateur, Kim Jin-seok (Razen), qui a connu un succès immédiat en Corée du Sud, comme au Japon, en Amérique du Nord, en Thaïlande, en Chine, à Taiwan et en Indonésie, de même qu'en Europe, notamment en Allemagne et en France.
Elle est à nouveau diffusée à partir du 17 février 2023 sur le réseau MBC.
En France, alors inédite pendant trois ans, elle est finalement diffusée depuis le 25 mars 2025 sur la plate-forme Netflix.

## Synopsis
Yeon Si-eun est un élève parmi les plus performants de sa classe qui ne s'intéresse à rien d'autre qu'aux études. Bien qu'il soit physiquement faible, il ne recule pas devant l'intimidation menée par Jeon Yeong-bin en classe. Si-Eun utilise ses capacités à analyser les mouvements et les états d'esprit de son ennemi. Lorsqu'il se trouve en danger, Ahn Soo-ho, le meilleur combattant, et Oh Beom-seok, le fils d'un membre de l'Assemblée nationale, viennent à son secours. Alors qu'ils tentent de survivre à la violence au lycée et d'apprendre ce que signifie vraiment être fort, les trois deviennent amis.

## Distribution

### Acteurs principaux
- Park Ji-hoon (VF : Luca Garzo) : Yeon Si-eun
  - Jang Jae-ha : Si-eun, jeune
- Choi Hyun-wook (VF : Gauthier Battoue) : Ahn Soo-ho
- Hong Kyung (VF : Julien Crampon) : Oh Beom-seok

### Acteurs secondaires

#### Première saison
- Lee Yeon (en) (VF : Alice Orsat) : Yeong-i
- Shin Seung-ho (VF : Nicolas Hardy) : Jeon Seok-dae
- Kim Su-gyeom (en) (VF : Alexis Ballesteros) : Jeon Yeong-bin
- Hwang Seong-bin (VF : Simon Dartois): Han Tae-hoon, un des amis de Yeong-bin
- Yeon Jeong-hoon (VF : Antoine Ferey) : Lee Jeong-chan, un des amis de Yeong-bin
- Cha Woo-min (en) : Kang Woo-young
- Na Cheol (VF : Anatole de Bodinat) : Kim Gil-soo
- Gong Hyun-joo (en) : la mère de Si-eun
- Kim Sung-kyun (en) : Yeon Gyoo-jin, père de Si-eun
- Jo Han-chul : Oh Jin-won, père de Beom-seok
- Yeon Ji-young : la professeure principale
- Shin Jun-chul : l'enseignant de littérature coréenne
- Kim Hyun : le directeur du lycée Byeoksan
- Oh Dong-min : l'officier adjoint d'Oh Jin-won
- Jo Young-geun : le secrétaire d'Oh Jin-won
- Lee Jae-hak : un membre de gang

### Invités

#### Première saison
- Cha Sung-je : Seong-chan, petit frère de Seok-dae
- Shin Ga-ram (VF : Soizic Fonjallaz) : une des amies de Yeong-bin
- Jo Ah-young : la meilleure amie de Jeon Yeong-bin
- Jang Dae-woong : Kim Won-seok
- Kang Jun-young : un chef policier
- Kim Tae-joon : un chef policier
- Byun Jung-hee : la grand-mère d'Ahn Su-ho
- Yoo Su-bin (en)(VF : Aurélien Raynal) : Choi Hyo-man (épisode 8)

#### Seconde saison
- Ryeoun (VF : Clément Moreau) : Park Hoo-min
- Choi Min-young (VF : Tom Trouffier) : Seo Joon-tae
- Lee Min-jae (en) (VF : Jean-Stan Du Pac) : Go Hyeon-tak
- Yoo Su-bin (en) (VF : Aurélien Raynal): Choi Hyo-man
- Bae Na-ra  (VF : Hugo Brunswwick): Na Baek-jin
- Lee Jun-young (en) (VF : Jeremy Zylberberg): Geum Seong-jae

 Source et légende : version française (VF) sur RS Doublage et cartons du doublage français.

## Production

### Genèse et développement

#### Première saison
Fin mai 2021, la société Jaedam Media annonce avoir récemment signé un contrat avec celle de Playlist Studio pour les droits d'adaptation du webtoon Weak Hero (약한영웅) — créé par le scénariste, Seopass, et l'illustrateur, Kim Jin-seok — en série télévisée pour objectif d'en faire deux saisons et de la diffuser au premier semestre 2022. Le réalisateur, Han Jun-hee, participe à ce projet en tant que directeur de la création. Ce dernier propose la réalisation à You Su-min.

« Les personnages de l'œuvre originale, en particulier le personnage Yeon Si-eun, ne perdent jamais leur sang-froid dans aucune situation et essaient de prendre les bonnes décisions. J’ai commencé à réfléchir à la façon dont il serait possible de visualiser un tel poème comme une personne vivante et respirante. Tout en essayant de préserver le cadre de l'œuvre originale, j'en ai beaucoup discuté avec le réalisateur Yoo Su-min et je l'ai adapté afin de ne pas perdre en plausibilité et en réalisme. Je pense que vous pouvez considérer cela comme les émotions et les situations que les personnages originaux ont amplifiées pour s'adapter à l'histoire visualisée. »

— Han Jun-hee.
Elle est produite par Playlist Studio, Shortcake et Wavve Studio, ainsi que Jaedam Media pour la coproduction.
Mi-février 2022, le tournage est annoncé dans les prochains jours sur Wavve. Début avril, le réalisateur Yoo Su-min est désormais en charge du scénario et de la réalisation.

#### Seconde saison
Début décembre 2023, Netflix annonce avoir confirmé la production de la seconde saison, provisoirement intitulée 약한영웅 Class 2 (litt. « Héros faible classe 2 »), toujours produite par Playlist Studio et Shortcake.
Les réalisateurs Han Jun-hee et Yoo Su-min déclarent être « impatients de retrouver les acteurs ».

### Attribution des rôles
|  |

À la mi-février 2022, selon son agence Maroo Planning, Park Ji-hoon est choisi pour incarner le personnage principal, celui de Yeon Si-eun, qui est physiquement faible, mais utilise son intelligence innée et ses capacités d'analyse pour lutter contre la violence à l'intérieur comme à l'extérieur de l'école. Début avril, Choi Hyun-wook et Hong Kyung sont également choisis pour chacun les rôles d'Ahn Soo-ho, personnage honnête et indépendant et d'Oh Beom-seok. Fin avril, Shin Seung-ho participe également à ce projet, dans le rôle de Jeon Seok-dae, chef de la famille en fuite, avec Yeong-i, interprétée par l'actrice Lee Yeon. Fin septembre, l'acteur Kim Su-gyeom se joint à l'équipe pour le rôle de Jeon Yeong-bin. Mi-novembre, Yoo Su-bin apparaît exceptionnellement, interprétant Choi Hyo-man, chef de la bande, dans le huitième épisode — grâce au conseil de son frère, You Su-min, le réalisateur lui-même.
Pour la seconde saison, début décembre 2023, Park Ji-hoon qui reprend son rôle, Yeon Si-eun, aux côtés de Ryeoun, Choi Min-young, Yoo Su-bin, Bae Na-ra, Lee Min-jae et Lee Jun-young sont révélés. Ryeoun est choisi pour incarner Park Hoo-min, un des amis de Yeon Si-eun et rejoint par Choi Min-young et Lee Min-jae qui se sont vus confier dans les rôles de Seo Jun-tae Yoo et Go Hyeon-tak. Bae Na-ra est confirmé pour incarner Na Baek-jin, chef de l'alliance, avec Su-bin reprenant son rôle, Choi Hyo-man et Lee Jun-young dans celui de Geum Seong-je.

### Tournage
Le tournage s'achève à la fin du mois d'août 2022.

### Musique
La musique est composée et produite par Primary.
La bande originale, sortie le 28 novembre 2022 en Corée du Sud, comprend cinq titres, dont les deux titres Hero de Meego et 브레스너클 (litt. « Coup de souffle ») de Boi B (en) :
| Liste de pistes | Liste de pistes           | Liste de pistes     | Liste de pistes     | Liste de pistes | Liste de pistes | Liste de pistes | Liste de pistes | Liste de pistes | Liste de pistes |
| No              | Titre                     | Paroles             | Musique             | Auteur          | Producteur      | Durée           |                 |                 |                 |
| --------------- | ------------------------- | ------------------- | ------------------- | --------------- | --------------- | --------------- | --------------- | --------------- | --------------- |
| 1.              | Hero                      | Primary et Meego    | Primary             | Meego           | Primary         | 3:56            |                 |                 |                 |
| 2.              | 브레스너클                | Boi B (en)          | h4rdy               | Boi B           |                 | 2:30            |                 |                 |                 |
| 3.              | Homesick                  | Primary et Benzamin | Benzamin            | Benzamin        | Primary         | 4:38            |                 |                 |                 |
| 4.              | Self                      | Meego               | 1of1 et Meego       | Meego           |                 | 3:22            |                 |                 |                 |
| 5.              | Again                     | Han                 | Han                 | Han             |                 | 2:28            |                 |                 |                 |
| 6.              | Hero (instrumental)       |                     | Primary et Meego    |                 | Primary         | 3:56            |                 |                 |                 |
| 7.              | 브레스너클 (instrumental) |                     | H4rdy               |                 |                 | 2:30            |                 |                 |                 |
| 8.              | Homesick (instrumental)   |                     | Primary et Benzamin |                 |                 | 4:38            |                 |                 |                 |
| 9.              | Self (instrumental)       |                     | 1of1 et Meego       |                 |                 | 3:22            |                 |                 |                 |
| 10.             | Again (instrumental)      |                     | Han                 |                 |                 | 2:28            |                 |                 |                 |
| 33:50           |                           |                     |                     |                 |                 |                 |                 |                 |                 |

### Fiche technique
Sauf indication contraire ou complémentaire, les informations mentionnées dans cette section peuvent être confirmées par la base de données de KMDb
- Titre original : 약한영웅 Class 1
- Titre francophone : Héros faible
- Titre anglophone : Weak Hero Class 1
- Création : Han Jun-hee[1]
- Réalisation :
  - You Su-min (première saison)
  - Han Jun-hee (seconde saison)
- Scénario : You Su-min
- Musique : Primary
- Décors : An Ji-hye
- Photographie : Kim Young-guk
- Montage : Park Min-soon
- Production : Kim Myeong-jin et Park Tae-won
  - Production exécutive : Joo Yoo-kyeong et Lee Joon-woo[3]
- Sociétés de production : Playlist Studio et Shortcake
- Sociétés de distribution : Wavve (2022), Netflix (2025)
- Pays de production :  Corée du Sud
- Langue originale : coréen
- Format : couleur
- Genre : action, drame, thriller
- Nombre de saison : 2
- Nombre d'épisodes : 16
- Durée : 35 à 54 minutes
- Dates de première diffusion :
  - Corée du Sud : 18 novembre 2022 sur Wavve[5]
  - France : 25 mars 2025 sur Netflix[9]

## Épisodes

### Première saison
La première saison, contenant huit épisodes sans titre, est diffusée à partir du 18 novembre 2022 sur Wavve.
En France, elle est tardivement diffusée à partir du 25 mars 2025 sur Netflix.

### Seconde saison
La seconde saison sera diffusée Netflix à partir du 25 avril 2025.

## Accueil

### Festival et diffusions
Héros faible est sélectionnée dans la section « On Section » du 27e Festival international du film de Busan. Les trois premiers épisodes y sont projetés du 8 au 11 octobre 2022, après avoir vendu les tickets de l'avant-première en deux minutes.
Mi-octobre 2022, la société Wavve confirme la date de diffusion en intégrale, le 18 novembre suivant, en révélant son affiche sur laquelle est mentionné le réplique « Je t’ai demandé d’arrêter ».

### Accueil critique
Le 21 novembre 2022, trois jours après la diffusion, Héros fragile est un succès immédiat, saluée par des téléspectateurs qui réclament déjà la seconde saison, et reçoit des critiques favorables pour Park Ji-hoon, Choi Hyun-wook et Hong Kyung.